# واقیناک مارگونی
واقیناک خاچاتوری مارگونی (گریگوریان) (ارمنی: Վաղինակ Խաչատուրի Մարգունի (Գրիգորյան)؛  ۱۸ دسامبر ۱۹۰۸ – ۱۴ نوامبر ۱۹۸۷) یک بازیگر اهل ارمنستان بود. وی بین سال‌های ۱۹۴۳ تا ۱۹۸۰ میلادی فعالیت می‌کرد.

## زندگی‌نامه
وی در ۳۱ دسامبر [سبک قدیمی: ۱۸ دسامبر] ۱۹۰۸ در آشتاراک به دنیا آمد . وی در تئاتر سیار آمو خارازیان (۱۹۲۸–۱۹۳۰) و فرهنگستان دولتی تئاتر سوندوکیان (۱۹۸۷–۱۹۳۰) فعالیت می‌کرد. وی همچنین برندهٔ جوایزی همچون هنرمند مردمی ارمنستان شوروی (۱۹۶۵) و نشان برجسته افتخار شده است. وی در ۱۴ نوامبر ۱۹۸۷ در سن ۷۸ سالگی در ایروان درگذشت.

## گزیده فیلمشناسی
از فیلم‌ها یا برنامه‌های تلویزیونی که وی در آن نقش داشته است می‌توان به داویت بک (۱۹۴۳)، آناهیت (۱۹۴۷) و ستاره امید' (۱۹۷۸) اشاره کرد.

## نگارخانه

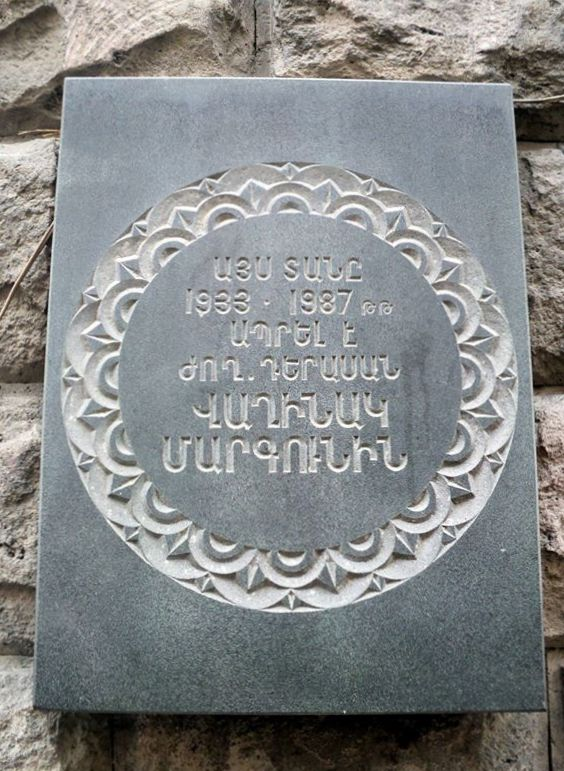
پلاک یادبود